# Eberhardt Illmer
Hans Eberhardt Illmer (* 30. Januar 1888 in Straßburg; † 26. Dezember 1955) war ein deutscher Fußballtorwart.

## Karriere

### Verein
Der im elsässischen Straßburg geborene Illmer spielte von 1896 bis 1913 beim ortsansässigen und dem Süddeutschen Fußballverband angeschlossenen Straßburger FV, in der von 1871 bis 1918 dem Deutschen Kaiserreich zugehörigen Hauptstadt des Verwaltungsgebietes Reichsland Elsaß-Lothringen. Zur Saison 1908/09 rückte er in die erste Mannschaft auf und blieb ihr bis zum Saisonende 1912/13 treu. In den Runden 1909/10 und 1910/11 belegte er mit seinem Verein in der Südkreisliga jeweils den achten Rang; 1911/12 stieg er mit Straßburg auf dem 9. Rang stehend ab. Laut Tauber soll er sich dann dem ehemaligen FC Phönix Karlsruhe bis 1923 angeschlossen haben, welcher im Juli 1912 nach Fusion mit dem FC Alemannia Karlsruhe sich zum FC Phönix-Alemannia 1894 Karlsruhe entwickelt hatte. Phönix-Alemannia trug die Verbandsspiele in der Südkreisliga aus und ab 1919 im neuen Phönix-Stadion im Wildpark. Die erfolgreiche Zeit von Phönix war aber vorbei. Zur Saison 1923/24 soll Illmer wieder nach Straßburg zurückgekehrt sein und dort beim FC Donar gespielt haben.

### Nationalmannschaft
Am 4. April 1909 kam der Torhüter aus Straßburg in Karlsruhe zu seinem einzigen Länderspiel in der A-Nationalmannschaft. Auf dem KFV-Platz an der Telegrafenkaserne blieb er als erster deutscher Torhüter ohne Gegentor, da die Auswahl der Schweiz durch das Tor von Eugen Kipp in der 25. Minute mit 1:0 bezwungen wurde; er war zugleich der erste Torhüter, der mit der Nationalmannschaft einen Sieg errungen hatte. Der DFB führte einen Doppelländerspieltag durch: Eine Auswahl mit süddeutschen Spielern trat in Karlsruhe gegen die Schweiz an und eine Auswahl mit Berliner, Nord- und Mitteldeutschen-Spielern trat in Budapest gegen Ungarn an. In Budapest stand der Kieler Adolf Werner im Tor, Camillo Ugi organisierte das Aufbauspiel und Mittelstürmer Willi Worpitzky erzielte zwei Treffer beim 3:3-Remis.
In Karlsruhe war die deutsche Mannschaft über weite Strecken feldüberlegen. Josef Glaser und Arthur Hiller bestimmten das Spiel und Illmer konnte die Null halten.